# اروینگ بیکن
اروینگ بیکن (انگلیسی: Irving Bacon؛ ‏ ۶ سپتامبر ۱۸۹۳ – ۵ فوریهٔ ۱۹۶۵) یک هنرپیشه اهل ایالات متحده آمریکا بود.

## گزیده فیلم‌شناسی
- آنا کریستی (فیلم ۱۹۲۳) (۱۹۲۳)
- پاهای میلیون دلاری (۱۹۳۲)
- این همان شب است (۱۹۳۲)
- ازدواج آخر هفته (۱۹۳۲)
- برادوی بیل (۱۹۳۴)
- در یک شب اتفاق افتاد (۱۹۳۴)
- شیپ کافه (۱۹۳۵)
- بربادرفته (فیلم ۱۹۳۹) (۱۹۳۹)
- ماجرای پرشور هالیوود (۱۹۳۹)
- خوشه‌های خشم (فیلم) (۱۹۴۰)
- ملاقات با جان دو (۱۹۴۱)
- مسافرخانه تعطیلات (فیلم) (۱۹۴۲)
- سایه یک شک (۱۹۴۳)
- در اکلاهمای سابق (۱۹۴۳)
- موسیو وردو (۱۹۴۷)
- البوکرکی (فیلم) (۱۹۴۸)
- وضعیت کشور (فیلم) (۱۹۴۸)
- سوارکاری در اوج (۱۹۵۰)
- خانه پر او. هنری (۱۹۵۲)
- داستان گلن میلر (۱۹۵۴)
- ستاره‌ای متولد شده‌است (فیلم ۱۹۵۴) (۱۹۵۴)
- کمین در گذرگاه سیمارون (۱۹۵۸)